# Flores del Sil
Flores del Sil es un barrio del municipio de Ponferrada, situado en El Bierzo, en la provincia de León (España), situado muy cerca del centro de Ponferrada.

## Situación
Se encuentra situado justo al lado del centro urbano de Ponferrada en dirección hacia la N-536.

## Población
Su población a 1 de enero de 2021 era de 8304 habitantes (3912 hombres y 4392 mujeres).

## Deportes
Tiene como equipo representativo de fútbol al CD Flores del Sil que disputa sus partidos como local en el Municipal de Flores del Sil. Actualmente juega en Primera División Provincial Aficionados de Castilla y León aunque ha jugado más de una temporada en Primera División Regional de Aficionados de Castilla y León.